# Line Papin
Line Papin là một nữ nhà văn người Pháp lai Việt, sinh tại Hà Nội ngày 30 tháng 12 năm 1995. Sau khi xuất bản tiểu thuyết đầu tay mang tên L'Éveil (Thức tỉnh) khi mới 20 tuổi và đoạt được một số giải thưởng văn chương có uy tín ở Pháp, cô hiện đã phát hành bốn cuốn tiểu thuyết bằng tiếng Pháp được giới phê bình và độc giả Pháp ngữ đánh giá cao.

## Tiểu sử
Line Papin, tên tiếng Việt là Xuân Linh, sinh tại Hà Nội ngày 30 tháng 12 năm 1995. Cô là con gái của nhà sử học người Pháp Philippe Papin và  dịch giả Mạc Thu Hương. Cô sống ở Hà Nội đến năm 10 tuổi thì cả gia đình chuyển sang Pháp để bố cô có thể dễ dàng theo đuổi sự nghiệp học thuật hơn.
Những đợt chuyển nhà rồi chuyển trường liên tiếp từ vùng ven thành phố Tours đến Paris là một cú sốc đối với cô bé Line Papin. Năm 15 tuổi, cô mắc chứng biếng ăn (anorexia) nghiêm trọng tới mức phải nhập viện trong năm đầu trung học phổ thông. Về sau, Line Papin đã thừa nhận chính những khó khăn về sức khỏe tâm lý là cội nguồn sâu xa của vấn đề rối loạn thể chất thời niên thiếu mà cô từng đối mặt.
Sau khi tốt nghiệp trung học, cô theo học hai năm dự bị (classes préparatoires) chuyên khoa Văn chương tại trường Fénelon tại Paris rồi lấy bằng cử nhân Lịch sử nghệ thuật và phim ảnh tại trường đại học Sorbonne. Trong khoảng thời gian này, sự nghiệp văn chương của cô đã khởi đầu xuất sắc với cuốn tiểu thuyết đầu tay mang tên L'Éveil.
Cô là bạn đời của ca sỹ gạo cội người Pháp Marc Lavoine từ năm 2018, và đã kết hôn với anh ngày 25 tháng 7 năm 2020 tại Paris với sự ủng hộ của gia đình hai bên. 

## Tác phẩm
L'Éveil (2016), tác phẩm đầu tiên của Line Papin ra đời khi cô chỉ mới 20 tuổi, tạo được tiếng vang lớn trong nền văn chương Pháp và giúp cô đoạt được nhiều giải thưởng uy tín: giải thưởng Thiên hướng (Prix de la vocation), giải thưởng Nguyệt quế xanh (Prix des Lauriers verts), giải thưởng Tiểu thuyết đầu tay (Prix du premier roman). Năm cô 16 tuổi, Line Papin đã nộp bản thảo đầu tiên của tiểu thuyết này cho NXB Christian Bourgeois (nhà xuất bản của một nhà văn nữ người Pháp gốc Việt đã thành danh khi đó là Linda Lê), nhưng cô được khuyên nên chỉnh sửa lại cách viết. Sau khi hoàn thiện lại, bản thảo hiện thời đã được chọn xuất bản bởi NXB Stock, nơi đã đồng hành cùng cô trong những lần xuất bản kế tiếp.
Les Os des filles (2019), tiểu thuyết thứ ba của Line Papin nhận được sự quan tâm đặc biệt của báo chí và các nhà phê bình chuyên môn vì mối liên hệ với lịch sử Việt Nam. Khác với những tác phẩm còn lại, cô đã khai thác tiểu thuyết này theo xu hướng tự truyện, dẫn dắt người đọc qua hành trình tìm hiểu chính nguồn cội của gia đình mẹ cô qua ba thế hệ phụ nữ sống trong chiến tranh và hòa bình.
Line Papin là một tác giả trẻ thường xuyên được phỏng vấn trên báo in, trên sóng radio và trong các chương trình văn học trên truyền hình tại Pháp. Văn phong của cô được một số nhà báo và chuyên gia trong giới phê bình so sánh với nữ nhà văn Pháp Marguerite Duras, người đã từng sống và viết nhiều về Đông Dương. Line Papin cũng hay được so sánh với những nhà văn nữ gốc Việt ở Pháp thuộc thế hệ trước như Linda Lê hay Anna Moï (Trần Thiên Nga).
Cả bốn tiểu thuyết của Line Papin đều được phát hành bởi nhà xuất bản Stock, in ấn lần đầu theo khổ lớn rồi tái bản theo format bỏ túi.
- L'Éveil (2016, NXB Stock); bản dịch tiếng Việt: Thức tỉnh (Mạc Thu Hương dịch, 2019, NXB Trẻ).
- Toni (2018, NXB Stock)
- Les Os des filles (2019, NXB Stock)
- Le Cœur en laisse (2021, NXB Stock)
- Une vie possible (2022, NXB Stock)
- Après l'amour (2023, NXB Stock)
- Une Vague (2025, NXB Stock)